# Teleki Domokos (útirajzíró)
Széki Teleki Domokos gróf (Sáromberke, 1773. szeptember 5. – Marosvásárhely, 1798. szeptember 16.) utazó, útirajzíró, mineralógus, költő, királyi táblai ülnök, költő.

## Élete
Teleki Sámuel gróf udvari kancellár és iktári Bethlen Zsuzsa fia. Nyolcéves korában szülei a marosvásárhelyi református kollegiumba adták; azonban atyjának gyakori helyváltoztatása miatt (Nagyszeben, Nagyvárad és végül Bécs), kénytelen volt fiát magánnevelővel taníttatni; így került két év mulva Nagyenyedre Benke Mihály bölcseleti tanár keze alá, aki először is az ásványtanra oktatta, mely aztán egész életében kedvelt tudománya volt; azonban más tudományokban is, nevezetesen a történelemben, államtudományokban és néprajzban is kiképeztetést nyert. 1788-tól 1791-ig a bécsi egyetemet látogatta.
1791-ben atyja a pesti egyetemre a hazai törvények tanulására küldte. Tanulmányainak végeztével Bihar vármegyében mint számfeletti jegyző működött. Betegeskedése miatt utazásban keresett enyhülést; hazai és a tengermelléki utazásain kívül, 1796-ban ellátogatott Karlsbadba és Szászországba; ez alkalommal Jénában fölkereste a természetvizsgáló társulatot, mely tagjai közé választotta, valamint előbb a lipcsei gazdászati társulat is. Közel három évi utazás után visszatért hazájába mint császári és királyi kamarás; előbb a guberniumnál titoknok, utóbb a marosvásárhelyi királyi tábla ülnöke volt.
1798-ban a jénai újonnan alakult mineralógiai társulat a még alig huszonöt éves ifjút első elnökévé választotta. Az Erdélyi Magyar Nyelvmívelő Társaságnak is buzgó és munkás dolgozó társa volt, és iránta sok vagyonos és tanult férfiakban gerjesztett részvétet. Gyenge teste nem bírta el szelleme súlyát. Ásványgyűjteménye a marosvásárhelyi Teleki Tékában található, ahova édesapja utasításai szerint helyezték el. Nőtlenül hunyt el.
Levele Aranka Györgyhöz, Marosvásárhely, 1790. szept. 12. (Új M. Múzeum 1856. l.).

## Művei
- Gróf Teleki József elköltözött lelkéhez. Hely és év n. (költemény, névtelenül)
- Gróf Rhédey Ádámnak és gróf Teleki Máriának egymással kötött házassági sz. szövetségeket örvendetes emlékezetben kivánja tartani ezen versezetek által egy igaz atyafi s hív szivű testvér. Bécs, 1795 (névtelenül)
- Egynehány hazai utazások le-irása. Tót és Horváth országoknak rövid esmértetésével egygyütt. Ki adatott G. T. D. által. Uo. 1796. Tíz rézm. képpel. (Ism. Siebenb. Quartalschrift VI., VII. Németre ford. Németh László: Pesth, 1805. Online Szerző rézm. arczk., metszette Czetter Sámuel. Ism. Annalen der Literatur. 1805. II. 235. l.)
- Sándor Leopoldnak Austriai főherczegnek Magyarország nádorispánjának nevét örökösítő emlékeztető írás... Deák nyelven Birkenstock Menyhért készített, e fordításban pedig magyar nyelvre által tenni próbált. Uo. 1796
- A vallás és erkölts summás tanítása. A nevendék ifjúság elméjéhez alkalmazva. Uo. 1798 (névtelenül)
- Egynehány hazai utazások leírása; szöveggond., utószó, jegyz. Éder Zoltán; Balassi, Budapest, 1993 (Régi magyar könyvtár. Források)
- A spanyolok Mexicóba. Szomorújáték; sajtó alá rend. Egyed Emese; Erdélyi Múzeum-Egyesület, Kolozsvár, 2019 (Erdélyi drámatéka)

Kéziratban is vannak munkái, melyek a marosvásárhelyi könyvtárban őriztetnek; a M. N. Múzeumban: Gróf Teleki Domokos elköltözött lelkéhez c. költeménye 4 rét 6 levél.